# Zmarli w grudniu 2022

## Grudzień 2022
- 31 grudnia
  - Barry Lane – angielski zawodowy golfista[1]
  - Benedykt XVI – niemiecki duchowny rzymskokatolicki, arcybiskup metropolita Monachium i Freising (1977–1982), kardynał biskup (1993–2005), papież (2005–2013)[2]
  - Jeremiah Green – amerykański perkusista rockowy, muzyk zespołu Modest Mouse[3]
  - Grażyna Kobojek – polska muzealniczka i autorka opracowań dotyczących historii Łodzi[4][5]
  - Eugeniusz Laszkiewicz – polski działacz spółdzielczy, prezes Krajowego Związku Banków Spółdzielczych[6]
  - Stefan Mróz – polski fizyk, prof. dr hab.[7]
  - Anita Pointer – amerykańska piosenkarka, autorka tekstów, członkini zespołu The Pointer Sisters[8]
  - Ginny Redington – amerykańska autorka tekstów i performer, kompozytor jingli i muzyki korporacyjnej[9]
  - Pietro Spada – włoski kompozytor, muzykolog[10]
  - Andrzej Szopa – polski aktor[11]
  - Bogdan Winiarski – polski sportowiec i trener lekkoatletyczny, żołnierz Armii Krajowej[12]
- 30 grudnia
  - Vladimer Barkala – gruziński piłkarz[13]
  - Włodzimierz Danek – polski strzelec sportowy, olimpijczyk (1968)[14]
  - Miklós Duray – węgierski geolog, dysydent, polityk[15]
  - Jan Makowski – polski samorządowiec i nauczyciel, burmistrz Proszowic (2002–2014)[16]
  - Bolesław Matusz – polski dowódca wojskowy, generał brygady WP[17]
  - Wiesława Orlewicz – polska piosenkarka[18]
  - Barbara Walters – amerykańska dziennikarka telewizyjna[19]
  - John Quinn Weitzel – amerykański duchowny rzymskokatolicki, biskup Samoa-Pago Pago (1986–2013)[20]
  - Janusz Wojtyna – polski kierowca i pilot rajdowy[21]
  - Janez Zemljarič – słoweński i jugosłowiański polityk[22]
  - Jerzy Żuk – polski biolog, prof. dr hab.[23]
- 29 grudnia
  - Eduard Artiemjew – rosyjski kompozytor muzyki filmowej[24]
  - Maksymilian Badeński – niemiecki arystokrata, głowa rodu margrabiów Badenii i pretendent do tronu Badenii (1963–2022), syn Teodory Glücksburg i brat Małgorzaty Badeńskiej[25]
  - Miroslav Číž – słowacki polityk i prawnik, poseł do Rady Narodowej (2002–2019) i Parlamentu Europejskiego (2019–2022)[26]
  - Noël Dejonckheere – belgijski kolarz torowy i szosowy[27]
  - Ruggero Deodato – włoski reżyser i aktor[28]
  - Jakub Gburek – polski biochemik, prof. dr hab. nauk farmaceutycznych[29]
  - Arata Isozaki – japoński architekt, urbanista, teoretyk architektury[30]
  - Janina Legutko – polska lekkoatletka[31]
  - Pelé – brazylijski piłkarz, trzykrotny mistrz świata (1958, 1962, 1970), działacz sportowy, polityk, minister sportu (1995–1998)[32]
  - Edgar Savisaar – estoński historyk, samorządowiec, polityk, burmistrz Tallinna (2001–2004, 2007–2015), minister spraw wewnętrznych (1995), premier Estonii (1991–1992)[33]
  - Joseph Ti-kang – tajwański duchowny rzymskokatolicki, arcybiskup Tajpej (1989–2004)[34]
  - Ian Tyson – kanadyjski piosenkarz folkowy[35]
  - János Varga – węgierski zapaśnik, mistrz olimpijski (1968)[36]
  - Vivienne Westwood – brytyjska projektantka mody[37]
- 28 grudnia
  - Stevan Andrejević – serbski i jugosłowiański piłkarz[38]
  - Bernard Barsi – francuski duchowny rzymskokatolicki, arcybiskup Monako (2000–2020)[39]
  - Italo Bettiol – francuski reżyser, pochodzenia włoskiego[40]
  - Black Stalin – trynidadzki piosenkarz calypso[41]
  - Dick Flavin – amerykański poeta[42]
  - Agata Gałuszka-Górska – polska prawnik, prokurator, zastępca Prokuratora Krajowego (2016–2022)[43]
  - Jerzy Jankowski – polski działacz opozycyjny i emigracyjny, prezes Związku Polaków w Norwegii[44]
  - Jolanta Lemann-Zajiček – polska filmoznawczyni, historyk kina polskiego, profesor Szkoły Filmowej w Łodzi[45]
  - Rodolfo Micheli – argentyński piłkarz[46]
  - Jerzy Niemczyk – polski ekonomista, prof. dr hab., prorektor Uniwersytetu Ekonomicznego we Wrocławiu[47]
  - Linda de Suza – portugalska piosenkarka[48]
- 27 grudnia
  - Béla Dekany – brytyjski skrzypek pochodzenia węgierskiego[49]
  - René Déléris – francuski rugbysta[50]
  - Arnie Ferrin – amerykański koszykarz[51]
  - Andrea Folkierska – polska pedagog i filozof, prof. dr hab.[52]
  - Andrzej Iwan – polski piłkarz[53]
  - Tadeusz Janik – polski dziennikarz i działacz sportowy[54]
  - Jo Mersa Marley – jamajski wokalista reggae[55]
  - Marek Moszyński – polski fizyk eksperymentator i inżynier elektronik, prof. dr hab. inż.[56]
  - Witold Ruzikowski – polski trener pływania[57]
  - Giorgio Salmoiraghi – włoski malarz[58]
  - Harry Sheppard – amerykański muzyk jazzowy[59]
  - Imre Szöllősi – węgierski kajakarz, medalista olimpijski[60]
- 26 grudnia
  - Siergiej Dmitrijew – rosyjski piłkarz[61][62]
  - António Mega Ferreira – portugalski pisarz i dziennikarz[63]
  - Blasco Giurato – włoski operator filmowy[64]
  - Bojan Jamina – bośniacki piłkarz[65]
  - Slobodan Jovanović – serbski piosenkarz[66]
  - Emilian Kamiński – polski aktor[67]
  - Sławomir Kozłowski – polski ekonomista, prof. dr hab., dziekan Wydziału Ekonomicznego UMCS, działacz NSZZ „Solidarność”[68]
  - Lasse Lönndahl – szwedzki piosenkarz i aktor (ur. 1928)[69]
  - Bruno Petrali – chorwacki piosenkarz[70]
  - Nicola Signorello – włoski polityk i publicysta, minister turystyki i sportu (1973–1974, 1980–1983) oraz handlu morskiego (1980), burmistrz Rzymu (1985–1988)[71]
  - Piotr Skrobotowicz – polski przedsiębiorca, działacz opozycji antykomunistycznej w PRL[72]
- 25 grudnia
  - Jerzy Blicharski – polski fizyk, profesor Uniwersytetu Jagiellońskiego[73]
  - Françoise Bourdin – francuska pisarka[74]
  - Fausto Capeda – dominikański śpiewak operowy, baryton[75]
  - Brian Cassar – brytyjski piosenkarz i gitarzysta[76]
  - Chajjim Drukman – izraelski rabin, polityk, poseł do Knesetu (1977–1988)[77]
  - Uldis Krasts – łotewski poeta[78]
  - John Leddy – holenderski aktor[79]
  - Bogusław Litwiniec – polski reżyser teatralny, działacz kulturalny, polityk, senator IV i V kadencji[80]
  - Aleksiej Masłow – rosyjski generał[81]
  - Fabián O’Neill – urugwajski piłkarz[82]
  - Julian Skrochocki – polski kolejarz, dyrektor Zakładu Linii Kolejowych PKP PLK w Gdyni[83]
  - Henryk Szordykowski – polski lekkoatleta, średniodystansowiec, olimpijczyk[84]
  - Piotr Winnicki – polski dziennikarz ekonomiczny[85]
  - Janusz Woytoń – polski lekarz ginekolog, prof. dr hab., prezes Polskiego Towarzystwa Ginekologicznego[86]
- 24 grudnia
  - Vittorio Adorni – włoski kolarz szosowy[87]
  - Elena Gianini Belotti – włoska pisarka i działaczka społeczna[88]
  - Franco Frattini – włoski prawnik, polityk, minister spraw zagranicznych (2002–2004, 2008–2011), wiceprzewodniczący Komisji Europejskiej (2004–2008)[89]
  - Zygmunt Jaworski – polski teoretyk kultury fizycznej i pedagog, prof. dr hab.[90]
  - Jean Paré – kanadyjska pisarka, autorka książek kucharskich[91]
  - Andrzej Pstrokoński – polski koszykarz, reprezentant Polski[92]
  - Mario Rosa – włoski historyk[93]
  - Freddie Roulette – amerykański gitarzysta bluesowy[94]
  - Tunisha Sharma – indyjska aktorka[95]
  - Tadeusz Żak – polski samorządowiec i inżynier, burmistrz Pionek (1992–1994), działacz opozycji demokratycznej w PRL[96]
  - Tadeusz Penczak – polski biolog, prof. dr hab. nauk przyrodniczych[97]
- 23 grudnia
  - George Cohen – angielski piłkarz, mistrz świata (1966)[98]
  - Jarosław Dziubek – polski samorządowiec i przedsiębiorca, działacz opozycji antykomunistycznej i więzień polityczny w PRL[99]
  - József Fitos – węgierski piłkarz, trener[100]
  - Maxi Jazz – brytyjski piosenkarz, wokalista zespołu Faithless[101]
  - Emine Kara – kurdyjska obrończyni praw kobiet i prezeska Ruchu Kobiet Kurdyjskich we Francji[102]
  - Erich Kõlar – estoński dyrygent[103]
  - Txetxu Rojo – hiszpański piłkarz, trener[104]
  - Massimo Savić – chorwacki piosenkarz i muzyk[105]
  - Lech Sobieszek – polski działacz związkowy, robotnik, działacz opozycji w okresie PRL, sygnatariusz gdańskich porozumień sierpniowych[106]
  - Philippe Streiff – francuski kierowca wyścigowy[107]
  - Józef Użycki- generał broni Wojska Polskiego, członek Wojskowej Rady Ocalenia Narodowego[108]
- 22 grudnia
  - Thom Bell – amerykański piosenkarz soul, autor tekstów, producent muzyczny, aranżer, pianista i kompozytor[109]
  - Stephan Bonnar – amerykański zawodnik mieszanych sztuk walki (MMA)[110]
  - Wiktor Grotowicz – polski tłumacz i dziennikarz, działacz opozycji antykomunistycznej w PRL[111]
  - Aleksandra Hartwig – polska weterynarz specjalizująca się w chorobach pszczół, prof. dr hab.[112]
  - Ələkrəm Hümbətov – azersko-tałyski polityk i wojskowy, przywódca separatystycznej Tałysko-Mugańskiej Republiki Autonomicznej (1993)[113]
  - Concha Ibáñez – hiszpańska malarka i pisarka[114]
  - Łucja Koryzna – polska nauczycielka i działaczka samorządowa, dama orderów, Honorowa Obywatelka Miasta i Gminy Witnica[115]
  - Ronnie Lamont – irlandzki rugbysta, reprezentant kraju[116]
  - Gibson Mbugua – kenijski aktor[117]
  - Maria Nowak – polska ekonomistka i bankowiec związana z Francją[118]
  - Maria Ofierska – polska socjolog, wydawca i działaczka społeczna[119]
  - Wiesław Procyk – polski konserwator sztuki, prof. dr hab.[120][121]

- - Józef Sukowski – polski lekkoatleta[122]
  - Anton Tkáč – słowacki kolarz torowy, mistrz olimpijski (1976)[123]
  - Ronan Vibert – brytyjski aktor[124]
  - Walter Washington – amerykański piosenkarz i gitarzysta bluesowy[125]
  - Klaudiusz Weiss – polski neurofizjolog działający w Stanach Zjednoczonych, emigrant marcowy[126]
  - Helena Maria Wolf – polska śpiewaczka operowa[127]
- 21 grudnia
  - Alberto Asor Rosa – włoski pisarz, krytyk literacki[128]
  - Doug Baker – brytyjski zawodnik rugby[129]
  - Jan Białczyk – polski biolog, samorządowiec, prof. dr hab.[130]
  - Christopher Dowling – maltański pływak, piłkarz wodny[131]
  - Franz Gertsch – szwajcarski malarz[132]
  - Ronnie Hillman – amerykański zawodnik futbolu amerykańskiego[133]
  - Diane McBain – amerykańska aktorka[134]
  - Józef Nykiel – polski konserwator sztuki, prof. dr hab. n. plast[135].
  - Laura Podestà – włoska pływaczka[136]
  - Krzysztof Rau – polski aktor, twórca i reżyser teatrów lalkowych, dramatopisarz[137]
  - Zbigniew Rybak – polski rugbysta[138]
  - Pakize Suda – turecka aktorka[139]
  - Ludwik Synowiec – polski hokeista, olimpijczyk (1980, 1984)[140]
  - György Tumpek – węgierski pływak[141]
- 20 grudnia
  - Hilda Augustovičová – słowacka aktorka[142]
  - Stanisław Andrzej Bąk – polski ekonomista i teoretyk marketingu, dr hab.[143]
  - Mykoła Berezucki – radziecki (ukraiński) lekkoatleta, płotkarz[144]
  - Sonya Eddy – amerykańska aktorka[145]
  - Kira Gałczyńska – polska dziennikarka i pisarka[146]
  - Jacek Kiss – polski aktor teatralny, dubbingowy, lektor[147]
  - Lech Kuropatwiński – polski polityk[148]
  - Barbara Noack – niemiecka pisarka[149]
  - Luigi Stucchi – włoski duchowny rzymskokatolicki, biskup pomocniczy Mediolanu (2004–2020)[150]
  - Jerzy Stokowski – polski prawnik, działacz opozycji antykomunistycznej i więzień polityczny[151]
  - Subroto – indonezyjski ekonomista, minister energii i zasobów naturalnych (1978–1988), sekretarz generalny OPEC (1984–1985, 1988–1994)[152]
  - Tadeusz Werno – polski duchowny rzymskokatolicki, biskup pomocniczy diecezji koszalińsko-kołobrzeskiej w latach 1974–2007[153]
  - Jerzy Woyke – polski teoretyk pszczelarstwa, prof. dr hab.[154]
- 19 grudnia
  - Kirił Asparuchow – bułgarski poeta i dziennikarz[155]
  - Jonas Boruta – litewski duchowny rzymskokatolicki, biskup pomocniczy wileński (1997–2002), biskup telszański (2002–2017), redaktor naczelny Kroniki Kościoła Katolickiego na Litwie[156]
  - Claudisabel – portugalska piosenkarka[157]
  - Stanley Drucker – amerykański klarnecista[158]
  - Mircea Dușa – rumuński polityk i samorządowiec, minister spraw wewnętrznych i administracji (2012) oraz obrony narodowej (2012–2015)[159]
  - Erwin Josef Ender – niemiecki duchowny rzymskokatolicki, nuncjusz apostolski, arcybiskup tytularny, dyplomata watykański[160]
  - Joseph Gao Hongxiao – chiński duchowny rzymskokatolicki, arcybiskup metropolita Kaifeng (2007–2022)[161]
  - Katarzyna Huzar-Czub – polska pisarka, tłumaczka i redaktorka książek dla dzieci[162]
  - Jarosław Krystyniak – polski dyplomata, konsul generalny w Casablance (1995–2003)[163]
  - Anna Lutosławska – polska aktorka[164]
  - Zbigniew Mieczkowski – polski żołnierz w czasie II wojny światowej, kawaler orderów[165]
  - Aleksander Rodin – białoruski artysta awangardowy.
  - Kazimierz Szpunar – polski matematyk, profesor Akademii Górniczo Hutniczej w Krakowie[166]
- 18 grudnia
  - Lando Buzzanca – włoski aktor[167]
  - Martin Duffy – szkocki muzyk, klawiszowiec zespołu Primal Scream[168]
  - Daniela Giordano – włoska modelka, aktorka[169]
  - Terry Hall – angielski wokalista punk-rockowy i ska, muzyk zespołu The Specials[170]
  - Iwan Hamalij – ukraiński piłkarz[171]
  - Wim Henderickx – belgijski kompozytor[172]
  - Albert Janku – albański tancerz i choreograf[173]
  - Krzysztof Mrówka – polski dziennikarz[174]
  - Ladislav Trojan – czeski aktor[175]
  - Xi Xi – chińska poetka i pisarka[176]
- 17 grudnia
  - Andrzej Gołębiowski – polski dziennikarz i działacz związkowy[177]
  - Dieter Henrich – niemiecki filozof[178]
  - Mike Hodges – brytyjski reżyser i scenarzysta filmowy[179]
  - Elayne Jones – amerykańska perkusjonistka[180]
  - Manuel Muñoz – chilijski piłkarz[181]
  - Philip Pearlstein – amerykański malarz[182]
  - Nélida Piñon – brazylijska pisarka[183]
  - Severino Poletto – włoski duchowny rzymskokatolicki, arcybiskup metropolita Turynu (1999–2010), kardynał[184]
  - Czesław Rychlicki – polski teolog dogmatyczny i ekumeniczny, duchowny rzymskokatolicki, prof. dr hab.[185]
  - Marie-Luise Scherer – niemiecka pisarka i dziennikarka[186]
  - Urmas Sisask – estoński kompozytor[187]
  - Georgi Stoiłow – bułgarski architekt i polityk[188]
  - Eero Tapio – fiński zapaśnik, olimpijczyk[189]
  - Andrzej Wojciech Wiśniewski – polski informatyk, dr hab. inż.[190]++
  - Katarzyna Woźniak – polska urzędniczka i inżynier rolnictwa, dyrektor Słowińskiego Parku Narodowego (2005–2016)[191][192]
  - Tomasz Zieliński – polski dziennikarz muzyczny, rzecznik prasowy Uniwersytetu Kazimierza Wielkiego w Bydgoszczy[193]
- 16 grudnia
  - Robert Adamson – australijski poeta i publicysta[194]
  - Elia Alessandrini – szwajcarski piłkarz[195]
  - Antonín Bajaja – czeski pisarz i dziennikarz[196]
  - DJ Shog – niemiecki muzyk[197]
  - Jean-Paul Corbineau – francuski wokalista folkowy, muzyk zespołu Tri Yann[198]
  - Paul De Keersmaeker – belgijski prawnik, menedżer, samorządowiec, polityk, burmistrz Asse (1977–1985), eurodeputowany (1979–1981)[199]
  - Charlie Gracie – amerykański piosenkarz i gitarzysta R&B[200]
  - Sue Hardesty – amerykańska pisarka[201]
  - Maria Korzon – polska lekarka, pediatra dziecięca[202]
  - Bogdan Łysak – polski polityk i ekonomista, poseł na Sejm PRL (1976–1985), wiceminister administracji i gospodarki przestrzennej (1982–1987), wiceprezes i p.o. prezesa (1991) Najwyższej Izby Kontroli[203]
  - Siniša Mihajlović – serbski piłkarz i trener piłkarski[204]
  - Zofia Wielowieyska – polska działaczka katolicka, żona Andrzeja Wielowieyskiego[205]
- 15 grudnia
  - Bernard Chabbert – francuski pisarz i dziennikarz[206]
  - Dino Danelli – amerykański perkusista, muzyk zespołu The Rascals[207]
  - Constantin Dinu – rumuński rugbysta i trener[208]
  - Nigel Douglas – angielski śpiewak operowy (tenor)[209]
  - Shirley Eikhard – kanadyjska piosenkarka i autorka piosenek[210]
  - Tadeusz Janowski – polski inżynier elektrotechnik, prof. dr hab., dziekan Wydziału Elektrotechniki i Informatyki Politechniki Lubelskiej[211]
  - Zygmunt Kruszelnicki – polski historyk sztuki[212]
  - Ivo Kubečka – czeski aktor[213]
  - Håkan Lindquist – szwedzki pisarz[214]
  - Andrzej Matul – polski dziennikarz i lektor radiowy, aktor[215]
  - Louis Orr – amerykański koszykarz i trener[216]
  - Krystyna Pietrzycka-Bohosiewicz – polska rusycystka, profesor Jagiellońskiego[217]
  - Thai Selvam – indyjski reżyser filmowy[218]
  - Anna Słabczyńska – polska poetka i wycinkarka ludowa[219]
  - Ryszard Sroka – polski perkusista, członek zespołów Bank i Nurt[220]
- 14 grudnia
  - Eryk Adamczyk – polski lekarz weterynarii i prawnik, prof. dr hab.[221]
  - Constantin Dinu – rumuński rugbysta[222]
  - Wulf Kirsten(inne języki) – niemiecki poeta i pisarz[223]
  - Rock Nalle – duński muzyk rockowy[224]
  - Haydée Padilla – argentyńska aktorka[225]
  - Sabapathy Sinnayah – malezyjski lekkoatleta, olimpijczyk[226]
  - Sybil Gräfin Schönfeldt – austriacka pisarka i dziennikarka[227]
  - Salim Zanoun – palestyński polityk i działacz niepodległościowy[228]
- 13 grudnia
  - Miguel Barbosa Huerta – meksykański polityk i prawnik, gubernator Puebla (2019–2022)[229]
  - Stephen Boss – amerykański tancerz i aktor[230]
  - Ylli Çabiri – albański inżynier, minister gospodarki (1991–1992)[231]
  - Monika Dejk-Ćwikła – polska wokalistka i gitarzystka basowa, członkini zespołu Obrasqi[232]
  - Luis „Checho” González – chilijski muzyk i piosenkarz folkowy[233]
  - Ludwig Hoffmann von Rumerstein – austriacki prawnik, Wielki Komandor Zakonu Maltańskiego, tymczasowy Namiestnik Zakonu Maltańskiego (2017)[234]
  - Maciej Mrowiec – polski naukowiec, prorektor Politechniki Częstochowskiej (2016–2022)[235]
  - Nihal Nelson – lankijski wokalista i kompozytor[236]
  - Bayan Northcott – angielski krytyk muzyczny, kompozytor[237]
  - Lalo Rodriguez – portorykański piosenkarz[238]
  - Kim Simmonds – walijski wokalista i gitarzysta blues-rockowy, muzyk zespołu Savoy Brown[239]
  - Bogdan Trawiński – polski informatyk i ekonomista, dr hab. inż.[240]
  - Mariusz Walter – polski dokumentalista i przedsiębiorca, b. prezes TVN[241]
- 12 grudnia
  - Assunção dos Anjos – angolski dyplomata, ambasador w Hiszpanii, Francji i Portugalii, minister spraw zagranicznych (2008–2010)[242]
  - Iván Faragó – węgierski szachista[243]
  - Mirosław Hermaszewski – polski lotnik i kosmonauta, generał brygady, pilot Wojska Polskiego; pierwszy i jedyny w dotychczasowej historii Polak, który odbył lot w kosmos[244][245]
  - Danuta Kwiatkowska – polska biochemik, prof. dr hab. n. med.[246]
  - Stuart Margolin – amerykański aktor[247]
  - Hermann Nuber – niemiecki piłkarz[248]
  - Latinka Perović – serbska historyk, działaczka społeczna, polityk[249]
  - Remy Sylado – indonezyjski pisarz[250]
  - Andrzej Tyszka – polski socjolog kultury, aksjolog, działacz opozycji antykomunistycznej[251]
  - Zbigniew Wawer – polski historyk, producent filmowy, varsavianista, dyrektor Muzeum Łazienki Królewskie[252]
- 11 grudnia
  - Angelo Badalamenti – amerykański kompozytor muzyki filmowej[253]
  - Munzur Çem – turecki pisarz i dziennikarz[254]
  - Wolf Erlbruch(inne języki) – niemiecki pisarz i ilustrator[255]
  - Mel James – walijski rugbysta, reprezentant kraju[256]
  - Mosze Mizrachi – izraelski prawnik, polityk, poseł do Knesetu (2013–2015 oraz 2018–2019)[257]
  - Heinz Ruppenstein – niemiecki piłkarz i trener[258]
  - Paul Silas – amerykański koszykarz[259]
- 10 grudnia
  - John Aler – amerykański śpiewak operowy, tenor liryczny[260]
  - J.J. Barnes – amerykański piosenkarz R&B[261]
  - Józef Dzielicki – polski lekarz, specjalista chirurgii ogólnej, chirurgii klatki piersiowej oraz chirurgii dziecięcej, prof. dr hab. n. med.[262][263]
  - Beryl Grey – angielska tancerka baletowa[264]
  - Georgia Holt – amerykańska aktorka, piosenkarka[265]
  - Antonio Mazzone – włoski polityk i prawnik, deputowany krajowy i europejski[266]
  - Tshala Muana – kongijska piosenkarka[267]
  - José Ángel Trelles – argentyński piosenkarz i kompozytor[268]
  - Soňa Valentová – słowacka aktorka[269]
  - Kihnu Virve – estońska piosenkarka[270]
- 9 grudnia
  - Jovit Baldivino – filipiński piosenkarz i aktor[271]
  - Herbert Deutsch – amerykański kompozytor i pedagog, pionier muzyki elektronicznej[272]
  - Ademar José Gevaerd – brazylijski ufolog[273]
  - Tomasz Gryglewicz – polski historyk i krytyk sztuki, profesor Uniwersytetu Jagiellońskiego[274]
  - Mihály Huszka – węgierski sztangista[275]
  - Joseph Kittinger – amerykański pilot wojskowy, skoczek spadochronowy, baloniarz[276]
  - Judith Lauand – brazylijska malarka reprezentująca sztukę konkretną[277]
  - Ruth Madoc – brytyjska aktorka[278]
  - Abraham Nehmé – libański duchowny melchicki, arcybiskup Himsu (1986–2005)[279]
- 8 grudnia
  - Klemens Cieślak – polski działacz partyjny i nauczyciel, przewodniczący Prezydium MRN w Słupsku (1956–1961), I sekretarz KM PZPR w Słupsku (1980)[280]
  - Rostam Ghasemi – irański wojskowy, generał, polityk, minister ropy naftowej (2011–2013)[281]
  - Bujar Gogunja – albański piłkarz i trener[282]
  - Aldona Gustas – niemiecka pisarka[283]
  - Martha Hildebrandt – peruwiańska polityk i lingwistka, przewodnicząca parlamentu (1999–2000)[284]
  - Miodrag Ješić – serbski piłkarz, trener[285]
  - Lidia Satragno – argentyńska aktorka i deputowana do parlamentu[286]
  - Erasmus Desiderius Wandera – ugandyjski duchowny rzymskokatolicki, biskup Soroti (1980–2007)[287]
  - Krystyna Wolańska – polska aktorka[288]
  - David Young – brytyjski przedsiębiorca, polityk, sekretarz stanu ds. handlu i przemysłu (1987–1989) oraz zatrudnienia (1985–1987)[289]
- 7 grudnia
  - Jaroslav Bogdálek – czechosłowacki narciarz alpejski, olimpijczyk[290]
  - Jacques Ciron – francuski aktor[291]
  - Armando González – hiszpański wioślarz, olimpijczyk (1960)[292]
  - Jan Nowicki – polski aktor, pisarz, poeta[293]
  - Rangga Sasana – indonezyjski aktor i celebryta, sekretarz generalny mikronacji Sunda[294]
  - Helen Slayton-Hughes – amerykańska aktorka[295]
  - Herbert Volney – trynidadzki polityk i prawnik, minister sprawiedliwości i sędzia Sądu Najwyższego[296]
- 6 grudnia
  - Miha Baloh – słoweński aktor[297]
  - Jet Black – brytyjski perkusista, współzałożyciel i członek zespołu The Stranglers[298]
  - Antonio D’Amico – włoski model, projektant mody[299]
  - Beto Fuscão – brazylijski piłkarz[300]
  - Jarosław Kawecki – polski dziennikarz[301]
  - Edino Krieger – brazylijski kompozytor[302]
  - Mills Lane – amerykański sędzia bokserski[303]
  - Ichirō Mizuki – japoński piosenkarz[304]
  - Franciszek Mleczko – polski socjolog, prof. dr hab., podsekretarz stanu w Urzędzie Rady Ministrów (1993–1995)[305]
  - Hanna Popowska-Taborska – polska językoznawczyni i badaczka kaszubszczyzny, prof. dr hab.[306]
  - Adolfas Šleževičius – litewski polityk, ekonomista i inżynier, premier Litwy (1993–1996)[307]
  - Ryszard Wierzbicki – polski operator filmowy[308]
- 5 grudnia
  - Kirstie Alley – amerykańska aktorka[309]
  - John Beckwith – kanadyjski pianista i kompozytor[310]
  - Eugeniusz Grabowski – polski funkcjonariusz MO i MSW w stopniu generała brygady, dyrektor Zarządu Polityczno-Wychowawczego MSW, prezes Polskiego Związku Wędkarskiego[311]
  - Jerzy Stanisław Kmieciński – polski archeolog, prof. dr hab.[312]
  - Mária Kráľovičová – słowacka aktorka[313]
  - Edouard Mununu – kongijski duchowny rzymskokatolicki, biskup Kikwit (1986–2016)[314]
  - Eduard Ovčáček – czeski grafik, rzeźbiarz, malarz[315]
  - Bernd Rohr – niemiecki kolarz torowy i szosowy[316]
- 4 grudnia
  - Nick Bollettieri – amerykański trener tenisowy[317]
  - Manuel Göttsching – niemiecki gitarzysta i kompozytor, założyciel zespołu Ash Ra Tempel[318]
  - Dominique Lapierre – francuski pisarz[319]
  - Magomiedali Magomiedow – rosyjski działacz komunistyczny i państwowy, premier Dagestańskiej ASSR (1983–1987), prezydent Dagestanu (1994–2006)[320]
  - Bob McGrath – amerykański aktor i piosenkarz[321]
  - Karl Merkatz – austriacki aktor[322]
  - Danuta Mniewska-Dejmek – polska aktorka teatralna[323]
  - Pablo Puente Buces – hiszpański duchowny rzymskokatolicki, arcybiskup, nuncjusz apostolski[324]
  - Patrick Tambay – francuski kierowca wyścigowy[325]
- 3 grudnia
  - Hubert Grabowski – polski działacz mniejszości niemieckiej, radny sejmiku opolskiego II kadencji[326]
  - Ursula Hayden – amerykańska zapaśniczka i aktorka[327]
  - Svenne Hedlund – szwedzki piosenkarz[328]
  - Jim Kolbe – amerykański polityk, członek Izby Reprezentantów (1985–2007)[329]
  - Jerzy Mroziak – polski psycholog, neuropsycholog, prof. dr hab.[330]
  - Tomasz Nowakowski – polski urzędnik państwowy i prawnik, wiceminister w UKIE (2004–2005, 2007) i Ministerstwie Rozwoju Regionalnego (2005–2007)[331]
  - Gina Romand – kubańska aktorka[332]
  - Hari Vairavan – indyjski aktor[333]
  - Ałżan Żarmuchamiedow – kazachski koszykarz, trener[334]
- 2 grudnia
  - Afzaal Ahmad – pakistański aktor[335]
  - Andrzej Danysz – polski lekarz, farmakolog, prof. dr hab., powstaniec warszawski[336]
  - Raúl Guerra Garrido – hiszpański pisarz[337]
  - Antigone Kefala – australijska poetka[338]
  - Yoshio Kikugawa – japoński piłkarz, reprezentant kraju[339]
  - Quentin Oliver Lee – amerykański aktor[340]
  - Maria Podgórska – polska ekonomistka, profesor nauk ekonomicznych[341]
  - Laila Storch – amerykańska oboistka[342]
  - Al Strobel – amerykański aktor[343]
  - Tiit-Rein Viitso – estoński językoznawca[344]
- 1 grudnia
  - Ercole Baldini – włoski kolarz szosowy i torowy, mistrz olimpijski (1956), mistrz świata (1958)[345]
  - Bazyli – ukraiński duchowny prawosławny, arcybiskup[346]
  - Gerardo Bianco – włoski polityk i filolog klasyczny, deputowany krajowy i europejski, minister edukacji (1990–1991), przewodniczący Włoskiej Partii Ludowej (1997–2000)[347]
  - Mylène Demongeot – francuska aktorka[348]
  - Ivica Jembrih – chorwacki pisarz i poeta[349]
  - Gary LaPaille – amerykański polityk i przedsiębiorca[350]
  - Abdul Hamid Pawanteh – malajski polityk, premier Perlis (1986–1995), przewodniczący senatu (Dewan Negara) (2003–2009)[351]
  - Julia Reichert – amerykańska reżyserka, producentka filmowa, nagrodzona Oscarem (2020)[352]
  - Haralds Sīmanis – łotewski pieśniarz[353]
  - Andrew Speight – australijski muzyk jazzowy[354]
  - Danuta Szyksznian-Ossowska – polska działaczka i żołnierz konspiracji niepodległościowej w czasie II wojny światowej, dama orderów[355]
  - Sylvia La Torre – filipińska aktorka i piosenkarka[356]
  - Omar Trujillo – meksykański piłkarz, reprezentant kraju[357]

- data dzienna nieznana
  - Piotr Brachmański – polski żużlowiec, drużynowy wicemistrz Polski z 1980 roku[358]
  - Piotr Kawiecki – polski filozof kultury i estetyk, prof. dr hab.[359]
  - Tadeusz Sadkowski – polski historyk architektury i muzealnik, działacz kaszubski[360]
  - Bolesław Tomaszkiewicz – polski artysta zajmujący się tkactwem artystycznym, prof. dr hab.[361]
  - Jerzy Warczewski – polski fizyk, prof. dr hab.[362]
  - Witold Werner – polski architekt, prof. dr hab.[363]